# Deutsche Fechtmeisterschaften 2019
Die Deutschen Fechtmeisterschaften 2019 wurden in den Einzel- und Mannschaftswettbewerben des Fechtsports nach den Waffengattungen getrennt in drei Teilen ausgetragen. Die Meisterschaften wurden vom Deutschen Fechter-Bund organisiert. Die Deutschen Meisterschaften im Säbel fanden vom 16. bis 17. März 2019 in Nürnberg statt, die Florettmeisterschaften vom 23. bis 24. März 2019 beim Fecht-Club Tauberbischofsheim und die Degenmeisterschaften fanden vom 27. bis 28. April 2019 in Leipzig statt. Im darauf folgenden Jahr mussten die Deutschen Meisterschaften aufgrund der COVID-19-Pandemie in Deutschland abgesagt werden.

## Florett

### Damenflorett
| Platz | Sportler      | Verein                 |
| ----- | ------------- | ---------------------- |
| 1     | Leonie Ebert  | Future Fencing Werbach |
| 2     | Julia Braun   | OFC Bonn               |
| 3     | Eva Hampel    | FC Tauberbischofsheim  |
| 3     | Sophia Werner | OSC Berlin             |

Weitere Platzierungen: 5. Leandra Behr (FC Tauberbischofsheim), 6. Kim Kirschen (SC Berlin), 7. Anne Kirsch (TSG Weinheim), 8. Anna-Sophie Kothieringer (KTF Luitpold München)

### Damenflorett (Mannschaft)
| Platz | Verein                 | Sportler                                                    |
| ----- | ---------------------- | ----------------------------------------------------------- |
| 1     | Future Fencing Werbach | Carolin Golubytskyi Leonie Ebert Rita König Anne Sauer      |
| 2     | TSG Weinheim           | Celia Hohenadel Anne Kirsch Maike Erhardt Luca Holland-Cunz |
| 3     | FC Tauberbischofsheim  | Leandra Behr Aliya Dhuique-Hein Eva Hampel Pia Ueltgesforth |

Weitere Platzierungen: 4. OSC Berlin (Josefin Kinzel, Jessica Kinzel, Sophia Werner)

### Herrenflorett
| Platz | Sportler           | Verein                |
| ----- | ------------------ | --------------------- |
| 1     | Benjamin Kleibrink | DFC Düsseldorf        |
| 2     | Peter Joppich      | CTG Koblenz           |
| 3     | Fabian Braun       | FSV Klarenthal        |
| 3     | Felix Klein        | FC Tauberbischofsheim |

Weitere Platzierungen: 5. Marius Braun (KTF Luitpold München), 6. André Sanita (OFC Bonn), 7. Moritz Renner (TSG Weinheim), 8. Arwen Borowiak (FC Tauberbischofsheim)

### Herrenflorett (Mannschaft)
| Platz | Verein                | Sportler                                                            |
| ----- | --------------------- | ------------------------------------------------------------------- |
| 1     | OFC Bonn              | André Sanita Nils Michael Schramm Magnus Hamlescher Dominik Schoppa |
| 2     | TSG Weinheim          | Ciaran Veitenheimer Lasse Tjarks Moritz Renner Laurenz Rieger       |
| 3     | FC Tauberbischofsheim | Luis Klein Felix Klein Markus Hartmann Arwen Borowiak               |

Weitere Platzierungen: 4. CTG Koblenz (Mark Perelmann, Peter Joppich, Rosario Vella, Timi Schwanninger)

## Degen

### Damen (Einzel)
| Platz | Sportler         | Verein                  |
| ----- | ---------------- | ----------------------- |
| 1     | Beate Christmann | FC Tauberbischofsheim   |
| 2     | Nadine Stahlberg | Heidenheimer SB         |
| 3     | Alexandra Ehler  | TSV Bayer 04 Leverkusen |
| 3     | Anna Hornischer  | Heidenheimer SB         |

Weitere Platzierungen: 5. Ricarda Multerer (TSV Bayer 04 Leverkusen), 6. Anna Jonas (Heidenheimer SB), 7. Sophia Weitbrecht (Heidenheimer SB), 8. Julia Wagner (SC Berlin), 9. Vanessa Riedmüller (Heidenheimer SB), 10. Kristin Werner (TSV Bayer 04 Leverkusen), 11. Kim Treudt-Gösser (Fechtzentrum Solingen), 12. Shirin Vollrath (FC Tauberbischofsheim)

### Damen (Mannschaft)
| Platz | Verein                        | Sportler                                                        |
| ----- | ----------------------------- | --------------------------------------------------------------- |
| 1     | Bayer Leverkusen              | Alexandra Ndolo Kristin Werner Alexandra Ehler Ricarda Multerer |
| 2     | Heidenheimer SB               | Anna Hornischer Nadine Stahlberg Vanessa Riedmüller Anna Jonas  |
| 3     | Fecht-Club Tauberbischofsheim | Patricia Derr Beate Christmann Shirin Vollrath Lena Kunjan      |

Weitere Platzierungen: 4. Fechtzentrum Solingen, 5. MTV München, 6. FG Segeberg, 7. EFG Essen, 8. Eintracht Frankfurt

### Herren (Einzel)
| Platz | Sportler           | Verein                  |
| ----- | ------------------ | ----------------------- |
| 1     | Nikolaus Bodoczi   | FC Offenbach            |
| 2     | Samuel Unterhauser | FC Tauberbischofsheim   |
| 3     | Fabian Herzberg    | TSV Bayer 04 Leverkusen |
| 3     | Niklas Multerer    | Heidenheimer SB         |

Weitere Platzierungen: 5. Lukas Bellmann (TSV Bayer 04 Leverkusen), 6. Gerrit von Laue (TSG Reutlingen), 7. Julian Kulozik (MTV München), 8. Fabian Rieblinger (TV Augsburg), 9. Rico Braun (FC Tauberbischofsheim), 10. Peter Bitsch (Darmstädter FC), 11. Bastian Lindenmann (TSG Reutlingen), 12. René Jordan (TSV Bayer 04 Leverkusen)

### Herren (Mannschaft)
| Platz | Verein                        | Sportler                                                    |
| ----- | ----------------------------- | ----------------------------------------------------------- |
| 1     | Bayer Leverkusen              | Fabian Herzberg René Jordan Marco Brinkmann Lukas Bellmann  |
| 2     | Fecht-Club Tauberbischofsheim | Janek Stumpf Samuel Unterhauser Rico Braun André Hoch       |
| 3     | FC Offenbach                  | Thorsten Bayer Richard Schmidt Nikolaus Bodoczi Toni Kneist |

Weitere Platzierungen: 4. Heidenheimer SB, 5. SV Böblingen, 6. Darmstadter FC, 7. Fechtzentrum Berlin, 8. FC Leipzig

## Säbel

### Damen (Einzel)
| Platz | Sportler           | Verein             |
| ----- | ------------------ | ------------------ |
| 1     | Elisabeth Gette    | FC Würth Künzelsau |
| 2     | Julika Funke       | FC Würth Künzelsau |
| 3     | Ann-Sophie Kindler | TSG Eislingen      |
| 3     | Anna Limbach       | TSV Bayer Dormagen |

Weitere Platzierungen: 5. Léa Krüger (TSV Bayer Dormagen), 6. Larissa Eifler (TSV Bayer Dormagen), 7. Judith Kusian (TSV Bayer Dormagen), 8. Anna-Lena Bürkert (FC Würth Künzelsau)

### Damen (Mannschaft)
| Platz | Verein             | Sportler                                                    |
| ----- | ------------------ | ----------------------------------------------------------- |
| 1     | TSV Bayer Dormagen | Anna Limbach Léa Krüger Larissa Eifler Judith Kusian        |
| 2     | FC Würth Künzelsau | Elisabeth Gette Vienna Stapf Anna-Lena Bürkert Julika Funke |
| 3     | TSG Eislingen      | Paula Singer Shannen Kuhn Ann-Sophie Kindler Clara Mäschke  |

Weitere Platzierungen: 4. FC Tauberbischofsheim (Ylvi Schillinger, Alina Hornak, Kira Eifler, Nele Eifler)

### Herren (Einzel)
| Platz | Sportler        | Verein                 |
| ----- | --------------- | ---------------------- |
| 1     | Raoul Bonah     | TSV Bayer Dormagen     |
| 2     | Björn Hübner    | Future Fencing Werbach |
| 3     | Luis Bonah      | TSV Bayer Dormagen     |
| 3     | Benno Schneider | TSV Bayer Dormagen     |

Weitere Platzierungen: 5. Frederic Kindler (TSG Eislingen), 6. Robin Schrödter (TSV Bayer Dormagen), 7. Lorenz Kempf (TSV Bayer Dormagen), 8. Thomas Schaich (TSG Eislingen)

### Herren (Mannschaft)
| Platz | Verein                | Sportler                                                      |
| ----- | --------------------- | ------------------------------------------------------------- |
| 1     | TSV Bayer Dormagen    | Robin Schrödter Raoul Bonah Lorenz Kempf Benno Schneider      |
| 2     | TSG Eislingen         | Maximilian Kindler Frederic Kindler Thomas Schaich Simon Rapp |
| 3     | Fechtzentrum Solingen | Eric Simon Seefeld Peter Schmitz Pascal Becher                |

Weitere Platzierungen: 4. FC Tauberbischofsheim (Björn Hofmann, Lukas Hartmann, Leon Kuzmin), 5. CTG Koblenz, 6. KTF München, 7. ETV Hamburg